# Referendum niepodległościowe w Szkocji w 2014 roku
Szkockie referendum niepodległościowe – referendum z 18 września 2014, decydujące w kwestii odłączenia się Szkocji od Zjednoczonego Królestwa Wielkiej Brytanii i Irlandii Północnej. Jego wynik przesądził o pozostaniu Szkocji w Wielkiej Brytanii. Za odłączeniem się było 44,70% głosujących, za pozostaniem 55,30%, frekwencja wyniosła 84,59%. Referendum trwało od godziny 7.00 do 22.00 czasu lokalnego, a uprawnionych do głosowania było 4,3 miliona mieszkańców Szkocji w wieku od 16 lat.

## Projekt ustawy
W 2010 zgłoszono projekt ustawy (2010 Draft Bill) w sprawie referendum.
Projekt zakładał wykaz potencjalnych osób uprawnionych do głosowania. Są to:
- brytyjscy obywatele mieszkający w Szkocji;
- obywatele Wspólnoty Narodów mieszkający w Szkocji;
- obywatele państw Unii Europejskiej mieszkający w Szkocji;
- członkowie Izby Lordów mieszkający w Szkocji;
- żołnierze, którzy zarejestrowani są w Szkocji, pracujący na terenie Zjednoczonego Królestwa lub na misjach zagranicznych.

## Argumenty zwolenników i przeciwników niepodległości
Za niepodległością Szkocji wysuwano następujące argumenty:
- obecność na przylegających do Szkocji wodach morskich bogatych złóż ropy naftowej i gazu, mających zapewnić gospodarczą samowystarczalność
- odmienność zapatrywań na funkcjonowanie państwa (szkockie studia wyższe są bezpłatne, angielskie – płatne) i większe przywiązanie do zasad solidaryzmu społecznego niż w liberalnej Anglii

Przeciwko odłączeniu od reszty Wielkiej Brytanii przemawiać natomiast miały:
- likwidacja subsydiów rządu londyńskiego
- konieczność budowy sił zbrojnych oraz służb wywiadowczych
- konieczność wprowadzenia własnej waluty (rząd brytyjski sprzeciwił się zachowaniu unii walutowej w razie niepodległości Szkocji) i związane z tym narażenie gospodarki na ryzyko walutowe i zwiększone koszty obsługi zadłużenia
- konieczność negocjowania warunków obecności w UE z nikłym prawdopodobieństwem uzyskania takich klauzul, jakie posiadała wtedy Wielka Brytania[2]

## Wyniki
Tak
     Nie
| Wyniki:                  |           |        |
| Nie                      | 2 001 926 | 55,30% |
| Tak                      | 1 617 989 | 44,70% |
| Ważne głosy              | 3 619 915 | 99,91% |
| Nieważne lub puste głosy | 3 429     | 0,09%  |
| Oddane głosy             | 3 623 344 | 100%   |
| Frekwencja               | 84,59%    | 84,59% |

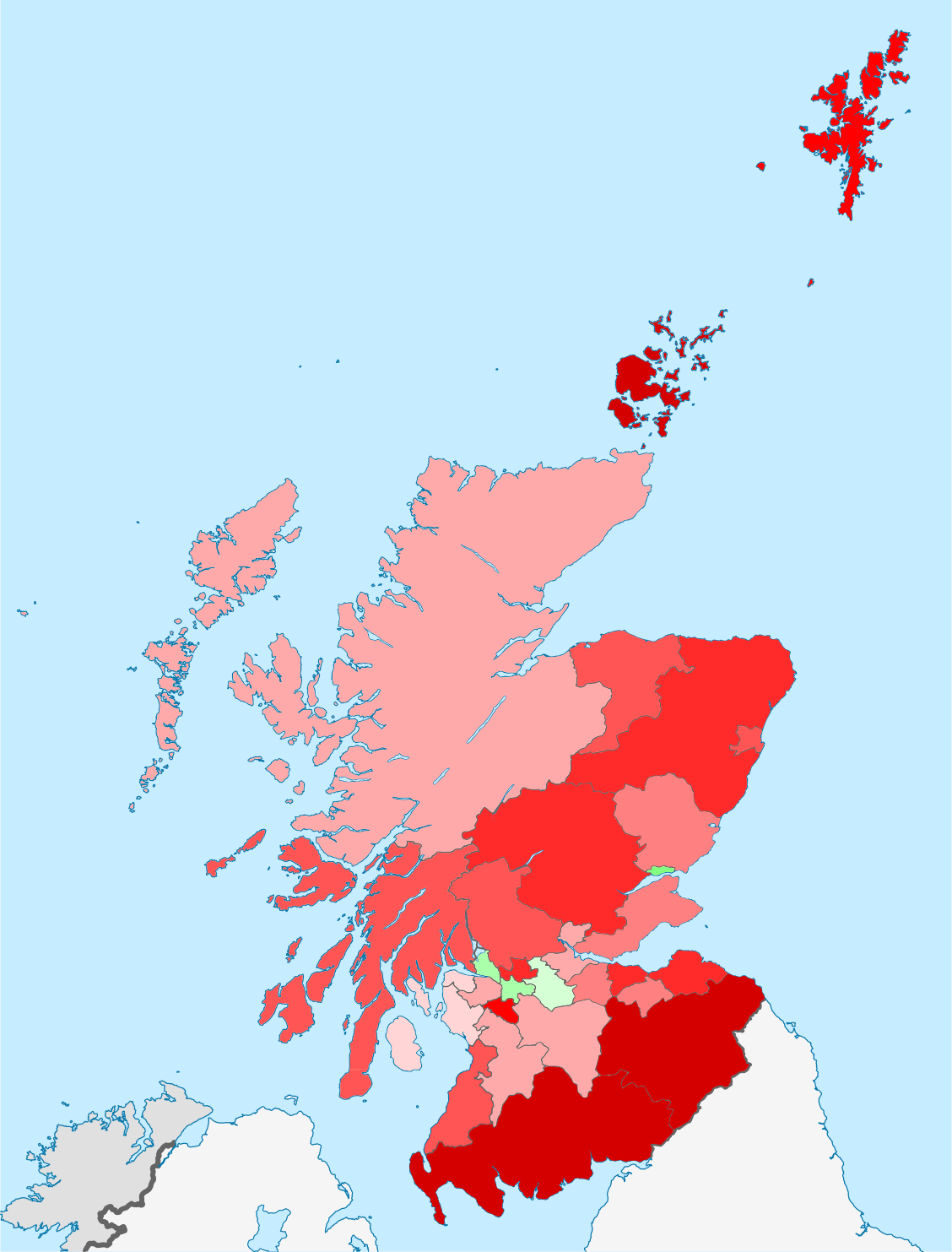
Wyniki według okręgów wyborczych:
Tak
Nie

55,30% głosujących opowiedziało się przeciwko niepodległości, przy frekwencji 84,6%. Frekwencja była wysoka w porównaniu do innych wyborów przeprowadzanych do parlamentów Szkocji i Wielkiej Brytanii, gdzie w XXI wieku nie przekroczyła ona 60,80%.